# USS Adams (1799)
Pour les autres navires du même nom, voir USS Adams et USS John Adams.
L’USS Adams est une frégate de 28 canons construite pour l'US Navy en 1799. Elle participe activement à la quasi-guerre, à la guerre de Tripoli et à la guerre anglo-américaine de 1812. Durant cette dernière, elle sera sabordée afin d'éviter sa capture par les Britanniques.

## Source
- (en) Cet article est partiellement ou en totalité issu de l’article de Wikipédia en anglais intitulé « USS Adams (1799) » (voir la liste des auteurs).